# Drognitz
Drognitz là một đô thị thuộc huyện Saalfeld-Rudolstadt, trong bang Thüringen, nước Đức. Đô thị Drognitz có diện tích 24 km².